# 新得站
新得站（日语：／ Shintoku eki */?）位於日本北海道上川郡新得町，是北海道旅客鐵道（JR北海道）的車站，車站編號K23，為石勝線的終點站，與石勝線和根室本線的交匯車站。站名的由來是愛奴語中的「sittok/」，意指「山突起的地方」。

## 車站構造及營運狀況
擁有2面3線的車站。原則上靠近站房的1號月台為下行主線，2號月台為上行主線，另外有留置用的側線供車輛（主要是普通列車）停泊。此站根室本線與石勝線旅客業務上的分歧站（鐵軌的實際分歧點為為上落合號誌站）。
特急列車「超級大空」、「超級十勝」、「十勝」全部班次皆停靠。除會車時以外，均停靠於1號月台。
有站員駐守。設有綠色窗口（營業時間5:20～21:30）、Kiosk（便利商店）。夏季另有汽車出租的服務（必須預約）。有立食蕎麥麵店和新得町商工會進駐。
由於「新夕張 - 新得」區間並沒有普通列車行駛，因此由本站來往新夕張、占冠與苫鵡站的旅客，並不需額外付特急車資就可搭乘特急列車的自由席，是少見的特例。要注意上車和下車的車站兩者都必須是該指定區間內的車站，即新夕張、占冠、苫鵡或新得，才可使用此特例。乘特急列車跨越區間及區間以外的話，特例則不適用，須繳付區間內的特急車資。

### 站台
| 编号 | 路線      | 上下行 | 方向           | 备注     |
| ---- | --------- | ------ | -------------- | -------- |
| 1    | ■根室本線 | 下行   | 带廣、釧路方向 |          |
| 1    | ■石勝線   | 上行   | 札幌方向       |          |
| 2    | ■根室本線 | 下行   | 带廣、釧路方向 |          |
| 3    |           |        |                | 暂停使用 |

## 車站周邊
- 國道38號
- 北海道道1075號新得停車場線
- 新得郵局（和日本郵局帶廣分店新得集配中心合設）
- 帶廣信用金庫（日语：帯広信用金庫）新得分店
- 新得町農業協同組合（JA新得町）
- 新得町公所
  - 北方快車（日语：ノースライナー (北海道)）「新得町公所前」公車站
- 新得警察署（日语：新得警察署）
- 北海道新得高中（日语：北海道新得高等学校）
- 北海道拓殖巴士（日语：北海道拓殖バス）「新得站前」公車站

## 历史
- 1907年（明治40年）9月8日 - 日本國有鐵道新得站設立。一般車站。
- 1928年（昭和3年）12月15日 - 北海道拓殖鐵道開始營業。
- 1956年（昭和31年）12月12日 - 車站改建。
- 1968年（昭和43年）10月1日 - 北海道拓殖鐵道廢止。
- 1969年（昭和44年）11月 - 車站內部裝修。貨物月台搬遷，設置自衛隊專用月台。
- 1981年（昭和56年）10月1日 - 石勝線開始營業。成為旅客業務上的分歧站。
- 1982年（昭和57年）11月15日 - 廢除貨運業務。
- 1985年（昭和60年）3月14日 - 廢止行李處理的業務。
- 1986年（昭和61年）12月31日 - 車站再次改建。
- 1987年（昭和62年）4月1日 - 國鐵分割民營化後成為JR北海道轄下的車站。
- 1988年（昭和63年） - 車站擴建、連接天橋翻新、月台延長。
- 2016年（平成28年）
  - 8月30日 - 受到颱風獅子山影響，下新得川橋樑、第一佐幌川橋樑受損而停運。
  - 12月22日 - 恢復營運。
- 2024年4月1日：根室本線富良野站～本站一段遭廢線，根室線自此一分為二。

## 相鄰車站
北海道旅客鐵道（JR北海道）
- 特急「超級大空」、「超級十勝」停靠站

■■根室本線
落合（T37）－（上落合信號場）－（新狩勝信號場）－（廣內信號場）－（西新得信號場）－新得（K23）－十勝清水（K24）
- 由於受到熱帶風暴蒲公英及獅子山影響,東鹿越(T35) - 新得(K23)之間停止營運,並以臨時巴士代替營運

■石勝線
苫鵡（K22）－（串內信號場）－（上落合信號場）－（新狩勝信號場）－（廣內信號場）－（西新得信號場）－新得（K23）
※苫鵡站不停靠特急列車。詳細參見各列車項目。
- 根室本線與石勝線在上落合信號場合流。
- 石勝線的新夕張－此站之間只限特急列車運行。因此出現了同路段內互相乘車，僅限乘座特急的自由席，不需特急料金的特例。

### 曾經存在的路線
日本國有鐵道（國鐵）
根室本線（舊線）
落合－（狩勝信號場）－（新內）－新得
北海道拓殖鐵道
北海道拓殖鐵道線（廢站）
新得－南新得

## 外部連結
- （日語）新得站（JR北海道） （页面存档备份，存于）
- （日語）新得站 （页面存档备份，存于）
- （日語）參觀全部車站之旅 （页面存档备份，存于）